# オーストラリア国立スポーツ研究所

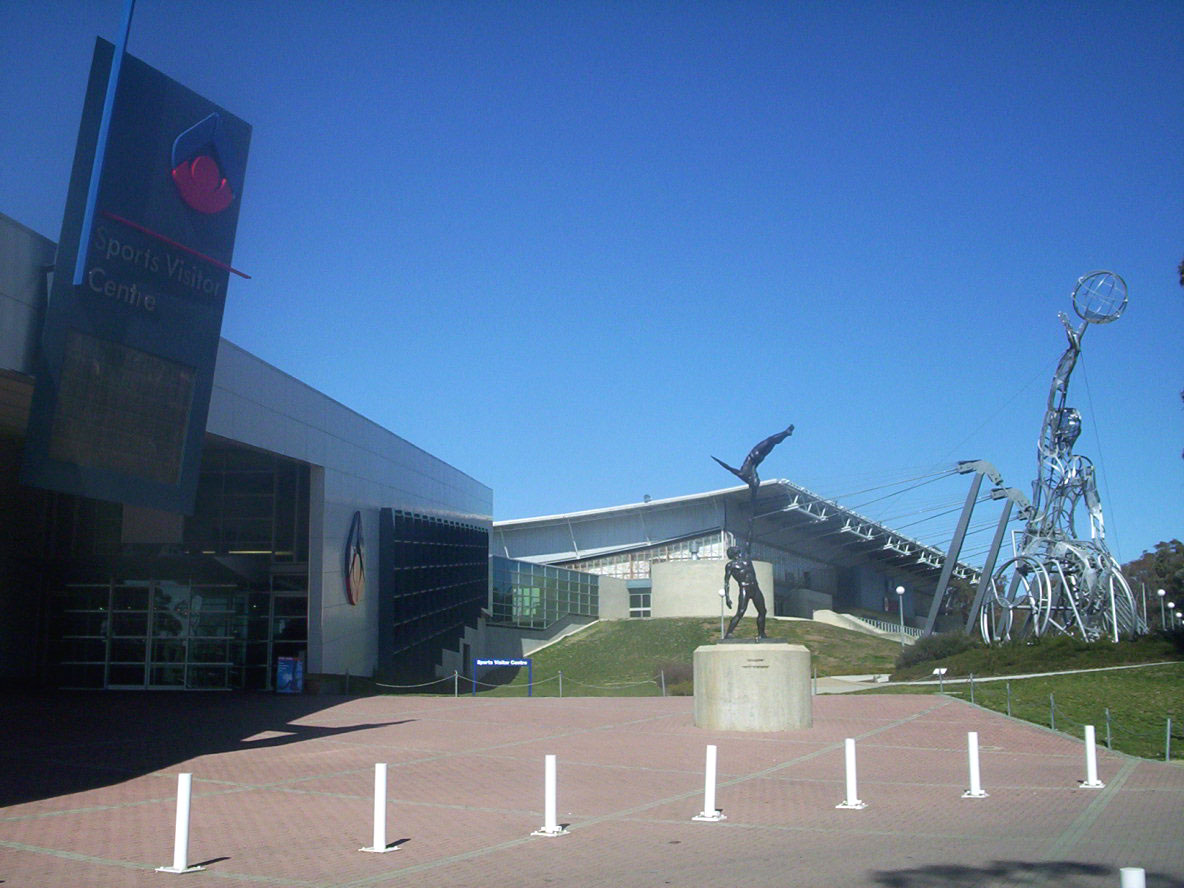
AIS正面（左がビジターセンター、右奥がAISアリーナ）

オーストラリア国立スポーツ研究所（オーストラリアこくりつスポーツけんきゅうじょ、英語表記：Australian Institute of Sport、略称：AIS）は、オーストラリア・キャンベラに本部を置くスポーツ競技者の養成機関・研究所。オーストラリア連邦政府の機関である。 
日本の国立スポーツ科学センター（JISS）のモデルとなった。

## 概要
1981年設立。オーストラリアの政府組織・スポーツ観光省（Department of Sport & Tourism）スポーツ委員会（Australian Sports Commission、略称：ASC）の組織下に置かれる。
キャンベラ郊外のブルース（Bruce）には65haに及ぶ広大な敷地の中に最新のトレーニング施設、300人が宿泊できる施設などがあり、約70人のコーチを含む200人近くのスタッフが働いている。
現在、男性・女性にクラス分けされ、26のスポーツ競技で35のプログラムが運営されている。
奨学生制度も整っており、幼少期からのエリートプログラムも特徴のひとつである。
2001年に冬季競技専門の機関・オーストラリア冬季研究所 Olympic Winter Institute of Australia（OWIA）が発足。2005年にはASCが主導する子供の体力向上・肥満解消プログラム、アクティブ・アフタースクール・コミュニティ Active After-School Communities（AASC）を始動させるなど、AISを中核とする新しいプログラムの開発にも意欲的である。

## 創設の背景と成果
そもそもは、1976年に開催されたモントリオールオリンピックでオーストラリアは金メダルをひとつも獲得できなかった（金メダル0個、銀メダル1個、銅メダル4個、計5個）ことに端を発する（詳細はモントリオールオリンピックでの国・地域別メダル受賞数一覧を参照）。
この事実に衝撃を受けたオーストラリア政府の主導によって、フィジカル・メンタル両面を科学的に研究し、トップアスリートの発掘・育成を目的とする機関AISが1981年に創設された。
2000年にシドニーでのオリンピック開催が決定すると、シドニーオリンピックのメダル獲得に照準を合わせてプログラムを組みイアン・ソープをはじめとするAISでトレーニングを施された選手達が活躍。金メダル16個、銀メダル25個、銅メダル17個、計58個のメダルを獲得した。この数字はアメリカ、ロシア、中国に次ぐもので（人口約2000万人の国としては驚異的な数字である）、スポーツ大国の面目を回復すると共にAISの能力の高さを世界に示した。
2004年開催のアテネオリンピックにおいても金メダル17個、銀メダル16個、銅メダル16個、計49個のメダルを獲得し、再び第4位のメダル獲得数を誇っている。
現在は各国で科学トレーニングの重要性が認識され、AISの様な機関が相次いで設立されていることから、オーストラリア政府への予算要求の際には日本や韓国などのアジア諸国、イギリスなどのヨーロッパ諸国を競合するライバル国として挙げている。

## オーストラリアン・フットボール部門
オーストラリアン・ルールズ・フットボールはトップリーグAFLとの提携のもと1997年から部門を形成している。

## フットボール（サッカー）部門
AISフットボール（サッカー）部門からはオーストラリア代表の中心選手（マーク・ヴィドゥカ、ブレット・エマートン、ジョン・アロイージ等多数）のみならず、オーストラリア生まれながらクロアチア代表に招集されたアントニー・シェリッチとヨシプ・シムニッチ、Jリーグでも活躍したネド・ゼリッチ等、多数の有能な人材を輩出し顕著な功績を残している。
その多くは、欧州サッカー連盟に加盟する国内リーグで活躍している。
また、サッカーオーストラリア女子代表の強化の中心的な役割もになっている。

## バスケットボール部門
バスケットボール部門も、アンドリュー・ボーガットを始めとして、パティ・ミルズ、ジョー・イングルスなど、多くのスター選手を輩出してきた。
女子は、国内トップリーグであるWNBLにチームとして参加。ローレン・ジャクソン、ペニー・テイラーらが活躍した。